# Prezydenci Mjanmy

## Lista przywódców Birmy/Mjanmy pełniących funkcję głowy państwa
| Osoba                                                                              | Osoba                                                                              | Osoba                                                                              | Kadencja          | Kadencja          | Partia polityczna                          |
| #                                                                                  | Imię i nazwisko                                                                    | Portret                                                                            | Od                | Do                | Partia polityczna                          |
| ---------------------------------------------------------------------------------- | ---------------------------------------------------------------------------------- | ---------------------------------------------------------------------------------- | ----------------- | ----------------- | ------------------------------------------ |
| 1                                                                                  | Sao Shwe Thaik (1894–1962)                                                         |                                                                                    | 4 stycznia 1948   | 16 marca 1952     | Antyfaszystowska Ludowa Liga Wolności      |
| 2                                                                                  | Ba U (1887–1963)                                                                   |                                                                                    | 16 marca 1952     | 13 marca 1957     | Antyfaszystowska Ludowa Liga Wolności      |
| 3                                                                                  | Win Maung (1916–1989)                                                              |                                                                                    | 13 marca 1957     | 2 marca 1962      | Antyfaszystowska Ludowa Liga Wolności      |
| Zjednoczona Rada Rewolucyjna (Przewodniczący: Ne Win)                              | Zjednoczona Rada Rewolucyjna (Przewodniczący: Ne Win)                              | Zjednoczona Rada Rewolucyjna (Przewodniczący: Ne Win)                              | 2 marca 1962      | 2 marca 1974      |                                            |
| 4                                                                                  | Ne Win (1911–2002)                                                                 |                                                                                    | 2 marca 1974      | 9 listopada 1981  | Birmańska Partia Programu Socjalistycznego |
| 5                                                                                  | San Yu (1918–1996)                                                                 |                                                                                    | 9 listopada 1981  | 27 lipca 1988     | Birmańska Partia Programu Socjalistycznego |
| 6                                                                                  | Sein Lwin (1923–2004)                                                              |                                                                                    | 27 lipca 1988     | 12 sierpnia 1988  | Birmańska Partia Programu Socjalistycznego |
| —                                                                                  | Aye Ko (1921–2006)                                                                 |                                                                                    | 12 sierpnia 1988  | 19 sierpnia 1988  | Birmańska Partia Programu Socjalistycznego |
| 7                                                                                  | Maung Maung (1925–1994)                                                            |                                                                                    | 19 sierpnia 1988  | 18 września 1988  | Birmańska Partia Programu Socjalistycznego |
| Państwowa Rada Przywrócenia Ładu i Porządku (Przewodniczący: Saw Maung, Than Shwe) | Państwowa Rada Przywrócenia Ładu i Porządku (Przewodniczący: Saw Maung, Than Shwe) | Państwowa Rada Przywrócenia Ładu i Porządku (Przewodniczący: Saw Maung, Than Shwe) | 18 września 1988  | 15 listopada 1997 |                                            |
| Państwowa Rada Pokoju i Rozwoju (Przewodniczący: Than Shwe)                        | Państwowa Rada Pokoju i Rozwoju (Przewodniczący: Than Shwe)                        | Państwowa Rada Pokoju i Rozwoju (Przewodniczący: Than Shwe)                        | 15 listopada 1997 | 30 marca 2011     |                                            |
| 8                                                                                  | Thein Sein (1945–)                                                                 |                                                                                    | 30 marca 2011     | 30 marca 2016     | Związek Solidarności i Rozwoju             |
| 9                                                                                  | Htin Kyaw (1946–)                                                                  |                                                                                    | 30 marca 2016     | 21 marca 2018     | Narodowa Liga na rzecz Demokracji          |
| —                                                                                  | Myint Swe (1951–2025)                                                              |                                                                                    | 21 marca 2018     | 30 marca 2018     | Związek Solidarności i Rozwoju             |
| 10                                                                                 | Win Myint (1951–)                                                                  |                                                                                    | 30 marca 2018     | 1 lutego 2021     | Narodowa Liga na rzecz Demokracji          |
| —                                                                                  | Myint Swe (1951–2025)                                                              |                                                                                    | 1 lutego 2021     | 22 lipca 2024     | Związek Solidarności i Rozwoju             |
| —                                                                                  | Min Aung Hlaing (1956–)                                                            |                                                                                    | 22 lipca 2024     | nadal             | wojskowy                                   |